# Twin Dragons
Twin Dragons (chinesisch 雙龍會 / 双龙会, Pinyin Shuāng lóng huì, Jyutping Soeng1 lung4 wui6 – „Doppel-Drachen-Treffen; Zusammenkunft zweier Drachen“, Alternativtitel siehe unten) ist ein 1991 in Hongkong gedrehter Action- und Martial-Arts-Film mit Jackie Chan und vielen weiteren Stars des Hongkong-Films.

## Handlung
John Ma und Boomer sind eineiige Zwillinge, die durch einen Kinderraub schon kurz nach der Geburt getrennt wurden und nichts voneinander wissen. John Ma wird anerkannter Dirigent, Boomer lernt kämpfen und wird Gangster. Als sich die beiden zufällig im selben Restaurant befinden, kommt es zu einer Reihe von Verwechslungen. Insbesondere eine Bande von Gangstern, die es auf Boomer abgesehen hat, ist nun auch hinter John Ma her.
Da die beiden Zwillinge jedoch fast telepathisch miteinander verbunden sind, spüren sie nicht nur die Emotionen des anderen, sondern können sich sogar von dessen Bewegungen leiten lassen. So muss sich Boomer zwischendurch als Dirigent bewähren, während John Ma sich handfest mit den Gangstern auseinandersetzt, was ihnen am Ende den Sieg über die Schurken einbringt.

## Kritik
- „Wie gewohnt brilliert Jackie Chan mit seiner typischen Mischung aus halsbrecherischer Action und charmantem Slapstick. Höchst vergnüglich und rasant.“ (TV Spielfilm)